# Черевковский сельский совет (Оржицкий район)
Черевковский сельский совет (укр. Черевківська сільська рада) — входит в состав
Оржицкого района
Полтавской области
Украины.
Административный центр сельского совета находится в 
с. Черевки.

## Населённые пункты совета
- с. Черевки
- с. Заречье
- с. Слепород
- с. Хорошки